# Cüneyt Çakır
Cüneyt Çakır (Istanboel, 23 november 1976) is een Turks voormalig voetbalscheidsrechter. Hij floot op internationaal niveau onder meer wedstrijden in de Turkse voetbalcompetitie, de Europa League en de Champions League. Hij gaf leiding aan de halve finale van het Wereldkampioenschap voetbal onder 20 van 2011 tussen Frankrijk en Portugal en de tweede halve finale van de Champions League 2011/12 tussen FC Barcelona en Chelsea FC. Hij floot drie wedstrijden op het Europees kampioenschap voetbal 2012. Tijdens dat toernooi was hij vierde official bij de finale tussen Spanje en Italië (4-0).
Op 5 maart 2013 floot hij de terugwedstrijd in de achtste finale van de Champions League tussen Manchester United en Real Madrid. Vooraf gaf Sir Alex Ferguson reeds aan te twijfelen aan de kwaliteiten van de dienstdoende scheidsrechter (Cüneyt Çakır). Tijdens het duel gaf Çakır Manchester United-speler Nani rood nadat hij met een (volgens hem) te hoog geheven been inkwam op Álvaro Arbeloa. Deze beslissing kon op weinig begrip rekenen van de spelers en de Engelse media. Ferguson verscheen uit protest niet op de verplichte persconferentie na de wedstrijd. Oud-scheidsrechter Pierluigi Collina vertelde na de wedstrijd dat Çakir Manchester United de volgende ronde had gekost.Na het bestuderen van de beelden bleek echter dat de rode kaart terecht was. Dat heeft de UEFA later bekendgemaakt. Bij andere beelden was te zien dat Nani Arbeloa had zien aankomen en opzettelijk een trap had uitgedeeld.
Tijdens de finale van het EK 2012 in Oekraïne en Polen werd hij aangeduid als vierde official. De finale had plaats in het NSK Olimpiejsky in Kiev en werd gespeeld tussen Spanje en Italië. Spanje won met 4–0 van Italië.
In maart 2013 noemde de FIFA Çakır een van de vijftig potentiële scheidsrechters voor het wereldkampioenschap voetbal 2014 in Brazilië. Op 15 januari 2014 maakte de wereldvoetbalbond bekend dat hij een van de 25 scheidsrechters op het toernooi zou zijn. Daarbij wordt hij geassisteerd door Bahattin Duran en Tarik Ongun.
Op 6 juni 2015 floot Çakir de finale van de UEFA Champions League 2014/15 tussen Juventus FC en FC Barcelona in het Olympiastadion (Berlijn). Barcelona won de finale met 3–1; Çakir deelde drie gele kaarten uit. De Zweedse arbiter Jonas Eriksson was vierde official.
Hij werd geselecteerd als scheidsrechter voor het Wereldkampioenschap voetbal 2018 in Rusland. Tijdens het toernooi leidde hij twee groepswedstrijden en de halve finale tussen Kroatië en Engeland die Kroatië in de verlengingen won met 2−1.

## Interlands
| Datum             | Plaats                        | Wedstrijd                     | Uitslag          | Competitie             | Kreeg geel | Kreeg voor de tweede keer geel en dus rood | Weggestuurd |
| ----------------- | ----------------------------- | ----------------------------- | ---------------- | ---------------------- | ---------- | ------------------------------------------ | ----------- |
| 28 maart 2007     | Tel Aviv, Israël              | Israël – Estland              | 4 – 0            | Kwalificatie EK 2008   | 3          | 0                                          | 0           |
| 17 oktober 2007   | Kopenhagen, Denemarken        | Denemarken – Letland          | 3 – 1            | Kwalificatie EK 2008   | 1          | 0                                          | 0           |
| 6 september 2008  | Barcelona, Spanje             | Andorra – Engeland            | 0 – 2            | Kwalificatie WK 2010   | 3          | 0                                          | 0           |
| 9 september 2009  | Tirana, Albanië               | Albanië – Denemarken          | 1 – 1            | Kwalificatie WK 2010   | 2          | 0                                          | 0           |
| 3 maart 2010      | Amsterdam, Nederland          | Nederland – Verenigde Staten  | 2 – 1            | Vriendschappelijk      | 2          | 0                                          | 0           |
| 3 september 2010  | Kaunas, Litouwen              | Litouwen – Schotland          | 0 – 0            | Kwalificatie EK 2012   | 6          | 0                                          | 0           |
| 29 maart 2011     | Londen, Engeland              | Engeland – Ghana              | 1 – 1            | Vriendschappelijk      | 3          | 0                                          | 0           |
| 4 juni 2011       | Lissabon, Portugal            | Portugal – Noorwegen          | 1 – 0            | Kwalificatie EK 2012   | 0          | 0                                          | 0           |
| 11 oktober 2011   | Solna, Zweden                 | Zweden – Nederland            | 3 – 2            | Kwalificatie EK 2012   | 1          | 0                                          | 0           |
| 15 november 2011  | Hamburg, Duitsland            | Duitsland – Nederland         | 3 – 0            | Vriendschappelijk      | 2          | 0                                          | 0           |
| 11 juni 2012      | Kiev, Oekraïne                | Oekraïne – Zweden             | 2 – 1            | Groepsfase EK 2012     | 2          | 0                                          | 0           |
| 18 juni 2012      | Poznań, Polen                 | Italië – Ierland              | 2 – 0            | Groepsfase EK 2012     | 5          | 1                                          | 0           |
| 27 juni 2012      | Donetsk, Oekraïne             | Portugal – Spanje             | 0 – 0 (n.s. 2-4) | Halve finale EK 2012   | 9          | 0                                          | 0           |
| 15 augustus 2012  | Moskou, Rusland               | Rusland – Ivoorkust           | 1 – 1            | Vriendschappelijk      | 2          | 0                                          | 0           |
| 11 september 2012 | Londen, Engeland              | Engeland – Oekraïne           | 1 – 1            | Kwalificatie WK 2014   | 7          | 1                                          | 0           |
| 6 februari 2013   | Amsterdam, Nederland          | Nederland – Italië            | 1 – 1            | Vriendschappelijk      | 0          | 0                                          | 0           |
| 22 maart 2013     | Osijek, Kroatië               | Kroatië – Servië              | 2 – 0            | Kwalificatie WK 2014   | 3          | 0                                          | 0           |
| 11 oktober 2013   | Solna, Zweden                 | Zweden – Oostenrijk           | 2 – 1            | Kwalificatie WK 2014   | 2          | 0                                          | 1           |
| 15 november 2013  | Kiev, Oekraïne                | Oekraïne – Frankrijk          | 2 – 0            | Kwalificatie WK 2014   | 4          | 1                                          | 1           |
| 5 maart 2014      | Praag, Tsjechië               | Tsjechië – Noorwegen          | 2 – 2            | Vriendschappelijk      | 0          | 0                                          | 0           |
| 17 juni 2014      | Fortaleza, Brazilië           | Brazilië – Mexico             | 0 – 0            | Groepsfase WK 2014     | 4          | 0                                          | 0           |
| 26 juni 2014      | Curitiba, Brazilië            | Algerije – Rusland            | 1 – 1            | Groepsfase WK 2014     | 5          | 0                                          | 0           |
| 9 juli 2014       | São Paulo, Brazilië           | Nederland – Argentinië        | 0 – 0            | Halve finale WK 2014   | 3          | 0                                          | 0           |
| 8 september 2014  | Basel, Zwitserland            | Zwitserland – Engeland        | 0 – 2            | Kwalificatie EK 2016   | 2          | 0                                          | 0           |
| 14 november 2014  | Belgrado, Servië              | Servië – Denemarken           | 1 – 3            | Kwalificatie EK 2016   | 3          | 0                                          | 0           |
| 27 maart 2015     | Sevilla, Spanje               | Spanje – Oekraïne             | 1 – 0            | Kwalificatie EK 2016   | 4          | 0                                          | 0           |
| 7 september 2015  | Belfast, Noord-Ierland        | Noord-Ierland – Hongarije     | 1 – 1            | Kwalificatie EK 2016   | 6          | 1                                          | 0           |
| 11 oktober 2015   | Warschau, Polen               | Polen – Ierland               | 2 – 1            | Kwalificatie EK 2016   | 5          | 1                                          | 0           |
| 17 november 2015  | Maribor, Slovenië             | Slovenië – Oekraïne           | 1 – 1            | Kwalificatie EK 2016   | 6          | 0                                          | 1           |
| 14 juni 2016      | Saint-Étienne, Frankrijk      | Portugal – IJsland            | 1 – 1            | Groepsfase EK 2016     | 2          | 0                                          | 0           |
| 18 juni 2016      | Bordeaux, Frankrijk           | België – Ierland              | 3 – 0            | Groepsfase EK 2016     | 2          | 0                                          | 0           |
| 27 juni 2016      | Saint-Denis, Frankrijk        | Italië – Spanje               | 2 – 0            | Achtste finale EK 2016 | 6          | 0                                          | 0           |
| 11 november 2016  | Londen, Engeland              | Engeland – Schotland          | 3 – 0            | Kwalificatie WK 2018   | 3          | 0                                          | 0           |
| 5 september 2017  | Dublin, Ierland               | Ierland – Servië              | 0 – 1            | Kwalificatie WK 2018   | 4          | 0                                          | 1           |
| 10 oktober 2017   | Lissabon, Portugal            | Portugal – Zwitserland        | 2 – 0            | Kwalificatie WK 2018   | 3          | 0                                          | 0           |
| 10 november 2017  | Solna, Zweden                 | Zweden – Italië               | 1 – 0            | Kwalificatie WK 2018   | 2          | 0                                          | 0           |
| 14 november 2017  | Keulen, Duitsland             | Duitsland – Frankrijk         | 2 – 2            | Vriendschappelijk      | 1          | 0                                          | 0           |
| 15 juni 2018      | Sint Petersburg, Rusland      | Marokko – Iran                | 0 – 1            | Groepsfase WK 2018     | 4          | 0                                          | 0           |
| 26 juni 2018      | Sint Petersburg, Rusland      | Nigeria – Argentinië          | 1 – 2            | Groepsfase WK 2018     | 5          | 0                                          | 0           |
| 11 juli 2018      | Moskou, Rusland               | Kroatië – Engeland            | 2 – 1 (n.v.)     | Halve finale WK 2018   | 3          | 0                                          | 0           |
| 13 oktober 2018   | Amsterdam, Nederland          | Nederland – Duitsland         | 3 – 0            | Nations League 2018/19 | 0          | 0                                          | 0           |
| 7 juni 2019       | Kopenhagen, Denemarken        | Denemarken – Ierland          | 1 – 1            | Kwalificatie EK 2020   | 1          | 0                                          | 0           |
| 7 september 2019  | Belgrado, Servië              | Servië – Portugal             | 2 – 4            | Kwalificatie EK 2020   | 4          | 0                                          | 0           |
| 13 september 2019 | Ljubljana, Slovenië           | Slovenië – Oostenrijk         | 0 – 1            | Kwalificatie EK 2020   | 6          | 0                                          | 1           |
| 7 september 2020  | Zenica, Bosnië en Herzegovina | Bosnië en Herzegovina – Polen | 1 – 2            | Nations League 2020/21 | 3          | 0                                          | 0           |
| 8 oktober 2020    | Tbilisi, Georgië              | Georgië – Wit-Rusland         | 1 – 0            | Kwalificatie EK 2020   | 5          | 0                                          | 0           |
| 24 maart 2021     | Heverlee, België              | België – Wales                | 3 – 1            | Kwalificatie WK 2022   | 1          | 0                                          | 0           |
| 15 juni 2021      | Boedapest, Hongarije          | Hongarije – Portugal          | 0 – 3            | Groepsfase EK 2020     | 3          | 0                                          | 0           |
| 21 juni 2021      | Boekarest, Roemenië           | Oekraïne – Oostenrijk         | 0 – 1            | Groepsfase EK 2020     | 0          | 0                                          | 0           |
| 28 juni 2021      | Kopenhagen, Denemarken        | Kroatië – Spanje              | 3 – 5 (n.v.)     | Achtste finale EK 2020 | 2          | 0                                          | 0           |
| 2 september 2021  | Boedapest, Hongarije          | Hongarije – Engeland          | 0 – 4            | Kwalificatie WK 2022   | 5          | 0                                          | 0           |
| 8 oktober 2021    | Hamburg, Duitsland            | Duitsland – Roemenië          | 2 – 1            | Kwalificatie WK 2022   | 4          | 0                                          | 0           |

Laatste aanpassing op 14 december 2021